# Colin Dunwoodie
Colin Dunwoodie (* 30. September 1945 in Glasgow; † 4. November 2008 in Frankfurt am Main) war ein britischer Musiker des Modern Jazz; er spielte Alt-, Sopran- und Tenorsaxophon, Klarinette und Flöte sowie ab den 1990er Jahren auch Bassklarinette.

## Leben und Wirken
Dunwoodie wurde ab 1958 als klassischer Solo-Klarinettist ausgebildet. Als Autodidakt wechselte er ab 1962 zum Saxophon. Ab der Mitte der 1960er Jahre spielte er in R&B- und Soul-Bands, u. a. auf Tourneen von Ben E. King, The Drifters und Duane Eddy. 1969 zog er nach Deutschland, wo er zunächst überwiegend in den amerikanischen Clubs auftrat. 1976 war er Mitgründer der Worldjazz-Formation Leaf. In den 1980er Jahren war er zudem Mitglied der Jazzrock-Band Gustav Rabe (gleichnamige LP 1984). Mit dem 1989 gegründeten Rothengrund Art Ensemble, das bis 1995 bestand, gastierte er auf zahlreichen Festivals. Als Mitglied des Ensembles metropolis-projekt, das sich auf die zeitgenössische Vertonung von Stummfilmen spezialisiert hat, war er ab 1995 weltweit u. a. auf Einladung zahlreicher Goethe-Institute unterwegs.
Mit ihrer Neuvertonung zu Fritz Langs „Metropolis“ eröffnete das Ensemble 1995 das Manila International Film Festival. Sie waren auf Tournee in Deutschland, Europa, den Vereinigten Staaten und Mexiko. Anschließend vertonten sie weitere Stummfilmklassiker neu, darunter Die Nibelungen und Murnaus Faust-Film. Weiterhin spielte er mit seinem 1988 gegründeten Quartett sowie in der Berry Blue Band und mit der afrikanischen Band Akumamba Molongua. Dunwoodie arbeitete als Studiomusiker und unterrichtete auch.

## Diskographische Hinweise
- Leaf: The Groove Combination (1982, mit Volker Kriegel, Georg Crostewitz, Frank Itt, Ulli Ost, Thomas Bettermann, Hans Peter Ströer, Evert Fratermann, Wilson de Oliveira)
- Rothengrund Art Ensemble (1991, mit Ernst Seitz, Udo Brenner, Günter Bozem, Silvia Sauer und Stefan Seitz)
- Glad to See You (1993)
- Some Other Trio: A Tale of Three Ducks (1996, mit Silvia Sauer und Ernst Seitz)
- Leaf: Vagabundo (2007, mit Georg Crostewitz)
- Berry Blue Band: Moon in Blue (2007, mit Siegfried Bäuerle-Keßler, Julian Keßler, Markus Hofmann und René Christmann)

## Lexigraphische Einträge
- Martin Kunzler: Jazz-Lexikon. Rowohlt, Reinbek.